# Лоуренс (округ, Міссісіпі)
Шаблон:StateAbbr_ 31°33′ пн. ш. 90°07′ зх. д. / 31.55° пн. ш. 90.11° зх. д.
Округ  Лоуренс (англ. Lawrence County) — округ (графство) у штаті Міссісіпі, США. Ідентифікатор округу 28077.

## Історія
Округ утворений 1814 року.

## Демографія
За даними перепису 
2000 року 
загальне населення округу становило 13258 осіб, усе сільське.
Серед мешканців округу чоловіків було 6360, а жінок — 6898. В окрузі було 5040 домогосподарств, 3751 родин, які мешкали в 5688 будинках.
Середній розмір родини становив 3,1.
Віковий розподіл населення поданий у таблиці:
| Стать    | До 15 років | 15-21 | 22-29 | 30-39 | 40-49 | 50-65 | 65-85 | Понад 85 |
| -------- | ----------- | ----- | ----- | ----- | ----- | ----- | ----- | -------- |
| Чоловіки | 1471        | 779   | 627   | 835   | 954   | 973   | 666   | 55       |
| Жінки    | 1476        | 683   | 652   | 949   | 1014  | 1084  | 890   | 150      |

## Суміжні округи
- Сімпсон — північний схід
- Джефферсон-Девіс — схід
- Меріон — південний схід
- Волтголл — південь
- Лінкольн — захід
- Копая — північний захід

## Виноски
1. ↑  U.S. Decennial Census. United States Census Bureau. Архів оригіналу за 12 травня 2015. Процитовано 6 листопада 2014.
2. ↑  Historical Census Browser. University of Virginia Library. Архів оригіналу за 11 серпня 2012. Процитовано 6 листопада 2014.
3. ↑  Population of Counties by Decennial Census: 1900 to 1990. United States Census Bureau. Архів оригіналу за 28 грудня 2014. Процитовано 6 листопада 2014.
4. ↑  Census 2000 PHC-T-4. Ranking Tables for Counties: 1990 and 2000 (PDF). United States Census Bureau. Архів (PDF) оригіналу за 18 грудня 2014. Процитовано 6 листопада 2014.
5. ↑  State & County QuickFacts. United States Census Bureau. Архів оригіналу за 7 червня 2011. Процитовано 4 вересня 2013.(англ.) Наведено за англійською вікіпедією.
6. ↑  American FactFinder. Бюро перепису населення США. Архів оригіналу за 26 лютого 2012. Процитовано 31 січня 2008.

| США | Це незавершена стаття з географії США. Ви можете допомогти проєкту, виправивши або дописавши її. |